# Торхлово
То́рхлово (рос. Торхлово, чув. Турхла) — присілок у Чувашії Російської Федерації, у складі Кукшумського сільського поселення Ядринського району.
Населення — 75 осіб (2010; 92 в 2002, 172 в 1979, 275 в 1939, 280 в 1926, 234 в 1906, 187 в 1858, 74 в 1795).

## Історія
Історична назва — Тарховий. Засновано 18 століття як виселок села Шемердянова (Великі Шемердяни), у 19 столітті околоток присілка Велика Четаєва (нині не існує). До 1866 року селяни мали статус державних, займались землеробством, тваринництвом, виробництвом одягу та взуття. На початку 20 століття діяв водяний млин. 1931 року утворено колгосп «Другий Мочауш». До 1927 року присілок входив до складу Шемердянівської та Балдаєвської волостей Ядринського повіту, з переходом на райони 1927 року — спочатку у складі Ядринського, у період 1939–1951 років — у складі Совєтського, після чого повернуто назад до складу Ядринського району.

## Господарство
У присілку працює спортивний майданчик.